# 切爾西藝術與設計學院
切爾西藝術學院（英語：Chelsea College of Arts）是倫敦藝術大學（University of the Arts London，簡稱 UAL）其中的一所學院，同時是一間英國藝術和設計領域內的頂尖學校。提供藝術、平面設計、室內設計、空間設計和紡織品設計領域的進階和高等教育，最高可授與哲學博士（PhD）學位。
2024年QS世界大學排名，倫敦藝術大學在藝術與設計排名中位列世界第二，僅次於英國皇家藝術學院。

## 歷史
切爾西學院最早是西南理工大學（South-Western Polytechnic）其下的學校之一，該大學在1895年於倫敦切爾西（Chelsea）門瑞沙路（Manresa Road）成立，提供科學與工業技術的教育服務。對男女學生開放的日間、夜間課程包括經濟、數學、工程學、自然科學、藝術和音樂。藝術課程包括設計、紡織、刺繡和電鍍。西南理工大學在1922年改名為切爾西理工大學，並對倫敦大學的學生提供教育服務。
在1930年代初期，切爾西理工大學的藝術學院開始擴張，於1931年增設了包括工藝訓練和廣告設計等課程。

## 資料來源
1. ↑  .   [2009-05-14]. （原始内容存档于2011-06-16）.
2. ↑  . QS.   [2017-12-16]. （原始内容存档于2020-10-18）.

## 外部連結
- 學校官方網站
- Chelsea Space （页面存档备份，存于）
- 2009年博士班畢業展

51°29′25″N 0°07′44″W / 51.49039°N 0.12892°W